# Élections à Cuba
À Cuba, des élections au scrutin universel, secret et direct sont organisées pour élire les délégués des Assemblées municipales et provinciales ainsi que les députés de l'Assemblée nationale du pouvoir populaire. L'Assemblée nationale désigne en son sein les membres du Conseil d'État, dont le président du Conseil d'État, qui est de droit Chef de l'État, président du Conseil des ministres et Commandant en chef des forces armées. Si théoriquement tout parti peut faire campagne et présenter de candidats lors des élections, dans les faits, tout l'appareil d'État est sous le contrôle du Parti communiste de Cuba.

## Historique
Après la prise de pouvoir en 1959, Fidel Castro s'est engagé à organiser des élections dans un délai de deux ans. Puis en avril 1959, il indique que celles-ci seraient organisées quand le chômage et l'analphabétisme auront disparu. Le 1er mai 1960, il déclare : « Des élections ? Pour quoi faire? ». Pour Fidel Castro, les élections sont devenues inutiles : « Une révolution exprimant la volonté du peuple est une élection chaque jour [...] Le peuple a-t-il le temps de faire des élections ? Non! La révolution n'a pas de temps à perdre avec de telles folies ».
Concernant les partis politiques Fidel Castro déclare en juillet 1965 : « Nous avons un parti qui représente uniquement les ouvriers et nous ne voulons pas de partis politiques qui représentent ceux qui les exploitent ». Puis, près de dix ans plus tard, il organise des élections pour faire adopter une nouvelle Constitution
. Le 15 février 1976 celle-ci est approuvée par 97,7 % des votants
.

## Critiques
La politique cubaine est souvent source de polémique notamment au niveau de sa nature démocratique ou dictatoriale, présidentielle ou parlementaire, tolérante ou autoritaire. Pour les partisans du système politique cubain mis en place depuis 1959, la politique menée à Cuba est un modèle pour l'« Amérique des pauvres » (l'Amérique latine). Selon eux, Cuba est une démocratie car le président est élu par les députés de l'Assemblée nationale qui sont eux-mêmes élus par vote direct de la population. Pour Danielle Mitterrand notamment, Cuba représenterait une « authentique idée de la liberté ». Pour d'autres dont des journalistes,,,, ou des organisations de défense des droits de l'homme (comme la Fédération internationale des droits de l'homme),, Cuba est une dictature, parfois qualifiée de version « tropicale » des anciens régimes du Bloc de l'Est, dotée d'un système politique pyramidal d'inspiration soviétique,, dirigée par un « dictateur impitoyable » « qui a trahi la démocratie libérale au nom de laquelle il avait rallié des millions de Cubains à sa cause ».

## Le système électoral
Le système électoral cubain est fondé sur élection indirecte qui, aux dires du professeur Pierre Vayssière, s'apparente à celui ayant cours à l'Université de La Havane dans les années 1940 et ceux appliqués dans des États fascistes tels que l'Espagne de Franco. Depuis les réformes de 1992, les élections municipales se déroulent de manière compétitive, avec des multiples candidatures, et la plupart du temps, sans interférence du parti communiste. Par contre, les élections aux assemblées provinciales et à l'Assemblée nationale demeurent contrôlées par le parti et se déroulent selon un système de candidatures uniques.
L'inscription sur les listes électorales est universelle et gratuite pour tous les Cubains âgés de 16 ans révolus, et disposant de leurs droits civiques (les personnes souffrant d'une maladie mentale et les condamnés ne peuvent pas voter).
Il existe trois types d'élections au suffrage universel : les élections municipales, les élections provinciales, et les élections législatives. Théoriquement, à aucun moment de ces élections le Parti communiste n'a le droit de désigner lui-même des candidats ; dans les faits, l'ensemble des candidats sont issus du PCC. Les Commissions électorales, nommées par les organes de pouvoir locaux et généraux, ont pour mission de veiller à la bonne marche de ces élections.
Les élections à l'Assemblée municipale ont lieu tous les deux ans et demi dans chacune des 169 communes. Chacune des communes est divisée en 30 à 200 circonscriptions selon le nombre d'habitants; chacune envoie un ou deux délégués à l'Assemblée municipale. La loi impose depuis 1992 qu'il y ait au moins deux candidats pour chaque siège à combler à l'Assemblée municipale. Les Comités de défense de la révolution (CDR) convoquent les assemblées d'investiture où les candidats sont désignés par les électeurs à main levée.
Il est interdit aux candidats aux trois paliers de gouvernement de mener campagne pour leur propre compte et les élections ne sont l'objet d'aucun enjeu; seules les biographies des candidats sont affichées par les Commissions électorales aux endroits publics,. Selon Olivier Dabène, chercheur au Centre d’études et de recherches internationales, il s'agit d'«un exercice de démocratie sans pluralisme».
Les Assemblées municipales désignent la moitié des candidats aux élections provinciales ; les Assemblées provinciales désignent elles-mêmes la moitié des candidats aux élections législatives. La commission électorale désigne les autres candidats aux élections provinciales et législatives parmi des personnalités issues du sport, de la culture, de la science, etc. ,. La commission électorale est composée de membres de la Centrale des travailleurs cubains (CTC), de la Fédération des femmes cubaines (FMC) et des Comités de défense de la Révolution (CDR) (trois organisations contrôlées par le Parti communiste cubain). En tout, un seul candidat est proposé par siège à pourvoir. La liste est ensuite transmise à l'Assemblée municipale, qui doit valider chacune des candidatures. Si l'un des noms est refusé, la Commission des candidatures doit proposer une autre personne. Tous les candidats sont ensuite présentés à la population. Ici aussi, il leur est interdit de mener une campagne individuelle ; les candidats rencontrent les citoyens, mais lors de débats communs. Le scrutin est semblable aux élections municipales, au suffrage universel[réf. nécessaire].
Ensuite a lieu le scrutin proprement dit, qui se fait au suffrage universel direct à majorité absolue. Traditionnellement, les urnes sont gardées par les enfants des écoles, et le dépouillement est public[réf. nécessaire]. Les électeurs peuvent approuver un groupe de candidats - 2 à 5 - se présentant pour un nombre identique de sièges dans leur circonscription. Ils peuvent voter pour un seul candidat, pour plusieurs ou pour aucun. Les électeurs peuvent aussi mettre une croix dans le cercle central de leur bulletin de vote pour approuver tous les candidats, ce qui est encouragé par la propagande électorale.
À l'issue des élections générales, les 1 200 délégués des 14 assemblées provinciales et les 609 députés de l'Assemblée nationale sont renouvelés.

## Dernières élections
Lors des élections générales du 20 janvier 2008, 8 230 832 citoyens se sont rendus aux urnes soit 96 % des électeurs dans un pays où le vote n'est pas obligatoire. Selon des opposants au régime, le président du Comité de défense de la révolution (CDR), maison chargée de la surveillance des autres dans chaque pâté de maisons, ferait du porte-à-porte, obligeant les citoyens à se rendre dans le bureau de vote. Le citoyen devrait donc s'y rendre, car le président du CDR pourrait donner un avis négatif sur la personne et de ce fait celle-ci risquerait de perdre son emploi ou de voir son fils interdit de suivre des études supérieures[réf. nécessaire]. À ce propos, dans un ouvrage paru en 1999, Olivier Languepin rapporte que, selon des sources non-officielles, il y aurait eu 10 à 20 % de bulletins de vote annulés ou raturés à La Havane.
Selon les défenseurs de Cuba, ces accusations de pression sur les citoyens seraient peu fondées. Ce seraient davantage la situation politique très particulière de l'île, au cœur des enjeux idéologiques, ainsi que la désignation des candidats directement par le peuple, qui expliqueraient cet intérêt des Cubains pour la politique et les élections.
43,16 % des députés sont des femmes, en augmentation par rapport à la précédente assemblée où elles étaient 35,9 %. Près de la moitié sont également délégués aux Assemblées municipales, et presque la totalité possède niveau universitaire et technique supérieur.
Affiliations : CEPALC, G-77, OMC, ALAI, ONU
Les élections parlementaires du 20 janvier 2008, ont été suivies par 96 % des électeurs avec 5 % de bulletins blancs et nuls. Ces élections sont reconnues par l'union interparlementaire (IPU).

## Rôle des femmes
Les femmes cubaines sont très représentées dans chacune des institutions politiques de l'ile, bien qu'il n'existe aucune loi obligeant à la parité pour les postes politiques. Ainsi, en 2013, Cuba occupait le troisième rang mondial du plus grand pourcentage de femmes élues députés. Elles représentent par ailleurs 48 % des élues des assemblées provinciales et président 10 de ces assemblées sur les 15 que compte le pays.